# Шмелёв, Владимир Михайлович
Владимир Михайлович Шмелёв — советский хозяйственный, государственный и политический деятель, Герой Социалистического Труда.

## Биография
Родился в 1938 году в Ярославле. Член КПСС.
С 1954 года — на хозяйственной, общественной и политической работе. В 1954—2001 гг. — работник часовой мастерской, электрик, сборщик покрышек Ярославского шинного завода Министерства нефтеперерабатывающей и нефтехимической промышленности СССР.
Указом Президиума Верховного Совета СССР от 22 ноября 1982 года за выдающиеся успехи в выполнении производственных заданий и высокое качество работы присвоено звание Героя Социалистического Труда с вручением ордена Ленина и золотой медали «Серп и Молот».
Делегат XXV съезда КПСС.
Живёт в Ярославле.